# Bilalas
Bilalas ou bulalas são um grupo étnico nilo-saariano que vive próximo ao lago Fitri, na prefeitura de Batha, no centro do Chade. O último censo chadiano em 1993 estimou um número de 136 629 pessoas. Sua linguagem, dividida em quatro dialetos, é do grupo  Nilo-Saariano, e é muito parecida com as de dois de seus vizinhos, os cucas e os medogos. Esses três povos são coletivamente conhecidos como Lisi e acredita-se serem descendentes dos grupos étnicos principais do sultanato de Iao.
Eles foram vistos pela primeira vez no século XIV, próximo ao lago Fitri, como um clã nômade liderado por descendentes da dinastia sefaua. Assentado a leste do Império de Canem, no atual Chade, eles destruíram o poder do império, matando cinco de seis maís (reis) de Canem entre 1376 e 1387. No final, os bulala conquistaram Canem e forçaram os maís de Canem a migrar para Bornu. Como resultado, os Bulala controlaram Canem, fundando no século XV o Sultanato de Iao. Porém, o Império de Bornu contra-atacou um século mais tarde sob o comando de Ali Gaji, e, por fim, Canem foi retomada pelo filho de Ali, após uma grande batalha em Garni Ciala, forçando os Bulala a irem para o leste, onde eles permaneceram como uma ameaça por séculos ao Canem-Bornu. O reino continuou a ser notável: o viajante Leão Africano até achou que o reino de Bulala era mais rico que o Canem-Bornu por seu comércio próspero com o Egito.
Seu poder sobreviveu de forma diminuta até o colonialismo, quando foram submetidos ao domínio dos franceses.